# جونيور ساندوفال
جونيور ساندوفال (بالإسبانية: Junior Sandoval)‏ (13 أكتوبر 1990 في هندوراس - ) هو لاعب كرة قدم هندوراسي في مركز الوسط. لعب مع نادي ماراثون وPuerto Rico Islanders ‏ وJacksonville Armada FC ‏ وAtlanta SC ‏ وخاخواريس دي كوردوبا وأتلانتا سيلفرباكس.

## وصلات خارجية
- جونيور ساندوفال على موقع قاعدة بيانات كرة القدم.إي يو (الإنجليزية)
- جونيور ساندوفال على موقع Soccerway.com (الإنجليزية)
- جونيور ساندوفال على موقع AS.com (الإسبانية)